# Stopfenwalzverfahren
Das Stopfenwalzverfahren ist ein Walzverfahren zur Herstellung nahtloser Stahlrohre. 
Stopfenwalzanlagen sind maßgeblich auf "Stiefel" zurückzuführen. Stiefelwalzwerke bestanden ursprünglich aus Lochschrägwalzanlage, Streckschrägwalzanlage, Stiefelscher Stopfenwälzanlage und mindestens einer Glättwalzanlage vor einer nachgeschalteten Reduzierwalzstraße als Fertigstufe. Weil nach den vielen Verfahrensstufen vom Loch- bis zur Reduzierwalzstraße am Rohr ein hoher Temperaturverlust auftrat, wurden in der Regel die Rohre nach dem Glättwalzen noch einmal in einem eigens dafür vorgesehenen Ofen auf Reduzierwalztemperatur nacherwärmt.
Die ursprüngliche Stiefel-Stopfenwalzanlage hatte Walzen mit mehreren nebeneinander eingeschnittenen Kalibern. Später wurden einkalibrige Stopfen-Walzanlagen entwickelt, weil die mehrkalibrigen Walzen infolge der Durchbiegungen zu Ungenauigkeiten des Walzproduktes führten.
Bei  Stopfenwalzwerken wird ein Hohlblock über einen feststehenden, sich an einer Stange abstützenden Stopfen, vorzugsweise in zwei bis drei Stichen zu einer Luppe ausgewalzt. Nach jedem Stich wird die Luppe gegen die Walzrichtung durch einen Treibapparat von der Stange abgezogen, um 90 Grad gedreht dem nächsten Stich zugeführt. Die Stopfen werden nach jedem Stich gewechselt.